# Амбонцы
Амбонцы (другое название — амбоинцы, самоназвание — оранг-амбон) — народ, относящийся к амбоно-тиморской группе, проживающий на востоке Индонезии на Амбонских островах и юго-западе острова Серам, входящих в состав Молуккских островов. Также проживают на островах Ява, Новая Гвинея (в провинции Ириан-Джая) и некоторых других районах Индонезии. Кроме того, около 35 тысяч амбонцев проживают в Нидерландах. Общая численность народа на конец XX века составляла 600 тыс. человек, из которых 350 тыс. проживало на Молукках. Большая часть — горожане.

## Язык
Между собой общаются на диалекте мелаю-амбон малайского языка, мусульмане также используют диалекты амбонского языка южно-молуккской подгруппы, относящейся к центрально-австронезийской группе австронезийской языковой семьи.

## Религия
Этническая принадлежность амбонцев состоит из большинства христиан (реформатское христианство) со значительным мусульманским меньшинством (суннитский ислам); в то время как местные обычаи, такие как татуировка, в значительной степени исчезли. Отношения между адептами обеих конфессий здесь традиционно были по-соседски мирными, основанными на союзе общин пела, что на амбонском означает «друг». Так пишет в своей книге «Население Молуккских островов» (Москва, 1976) А. М. Членов. Однако он же упоминает о столкновениях амбонцев с другими этносами на религиозной почве. Напряжение нарастало и вылилось в 1998 году в межконфессиональный конфликт на Амбоне, жертвами которого вплоть до сегодняшнего дня стали тысячи людей. В условиях практически гражданской войны люди вынуждены были переселяться в лагеря беженцев, через столицу острова, Амбон, была проведена линия, разделяющая его мусульманскую и христианскую части (Spyer 2002: 31). Проблема не урегулирована, и религиозный вопрос по сей день стоит остро, как, впрочем, и в других районах Индонезии.

## История
Амбонцы относятся к так называемым колониальным этносам. Образовались в XVI—XIX веках в результате смешения коренного населения Амбона и Западного Серама — торгового этноса хитуанцев — с иммигрантами-индонезийцами и европейцами. В XV—XVI веках здесь под властью султаната тернатцев сложился крупнейший центр торговли пряностями, захват которого стал целью колонизаторов: в начале XVI века — португальцев, а в начале XVII века — голландцы.
Амбонцы сопротивлялись голландской колонизации до начала XIX в., что после, однако, не помешало им помогать голландцам в завоевании Малайского архипелага и подавлении восстаний местных этносов против колонизаторов. Вследствие своей дальновидной политики амбонцы добились привилегированного положения в Индонезии уже с середины XIX в. Многие из них европеизировались, приняли христианство, разбогатевшие горожане юридически были приравнены к господствующим колонизаторам, состояли у них на государственной и военной службе. За подобную лояльность властям амбонцев прозвали «чёрными голландцами».
За время войны за независимость Индонезии в 1945—1949 годах большие группы амбонцев, особенно военнослужащие колониальной армии, эмигрировали в Нидерланды и Новую Гвинею.

## Основные занятия
В настоящее время амбонцы считаются одним из наиболее развитых народов Индонезии, относятся к классу местной интеллигенции. В основном занимаются производством на продажу таких пряностей как гвоздика и мускатный орех, а также саго. Развито рыболовство, огородничество, такие ремесла как гончарное, кузнечное, оружейное, судостроительное, резьба по черепаховому панцирю и перламутру, изготовление декоративных поделок из бутонов гвоздики, плетение коробов и циновок из полосок пальмового листа. Традиционно служат в армии и управленческом аппарате.

## Социальная организация
Амбонцы живут традиционными сельскими общинами, называемыми негрии возглавляемыми старостой — раджой. Общины разделяются на территориально-родственные группы — соа, объединяющие, в свою очередь, патрилинейные роды — мата рума. Браки заключаются только внутри конфессиональных групп. Для амбонцев традиционно было характерно патрилокальное брачное поселение (Cooley 1962: 102). Отношения между членами общины регулируются традиционными нормами поведения — адатом, исходящими от обычаев предков. Сейчас адат по большей части решает вопросы по семейному, наследственному, земельному праву, а также по выборам на руководящие посты (Cooley 1966: 140).

## Культура и быт
Традиционные сельские поселения амбонцев расположены на берегу и имеют линейную планировку. Жилища наземные, каркасно-столбовые.

### Одежда
Мужчины одеваются по европейскому стилю, лишь на праздники одевают короткие кофты-баджу. Женщины же носят традиционные розовые и голубые саронги и белые баджу длиной до колена.

### Пища
Основу рациона амбонцев составляет каша из сагового крахмала, овощи, рыба. Жители острова Амбон кроме того имеют доступ к привозному рису.

### Музыка
У амбонцев богатый музыкальный фольклор, впитавший в себя многие европейские музыкальные элементы, — например, амбонская кадриль и песни-лагуамбон, которым аккомпанируют скрипка с гавайской гитарой. Из традиционных музыкальных инструментов можно назвать гонг, барабан, флейту и эолову арфу.